# El fantástico mundo del doctor Coppelius
El Fantástico mundo del doctor Coppelius és una pel·lícula hispano-estatunidenca dirigida en 1966, basada en el ballet Coppélia i dirigida per Ted Kneeland i protagonitzada per Walter Slezak i Claudia Corday. Produïda per Samuel Bronston, fou estrenada als Estats Units per The Mysterious House of Dr. C. El New York Times la va titllar una "confecció esgarrifosa però no amenaçadora", tot i que va assenyalar el títol del seu llançament estatunidenc era enganyós: "No és una pel·lícula de terror com es podria suposar", "La casa misteriosa del Dr. C  és una adaptació respectable del ballet de Kneeland.

## Premis i nominacions
Cercle d'Escriptors Cinematogràfics
| Any  | Categoria        | Pel·lícules                 | Resultat  |
| ---- | ---------------- | --------------------------- | --------- |
| 1966 | Millors decorats | Gil Parrondo Roberto Carpio | Guanyador |